# Схід (журнал)

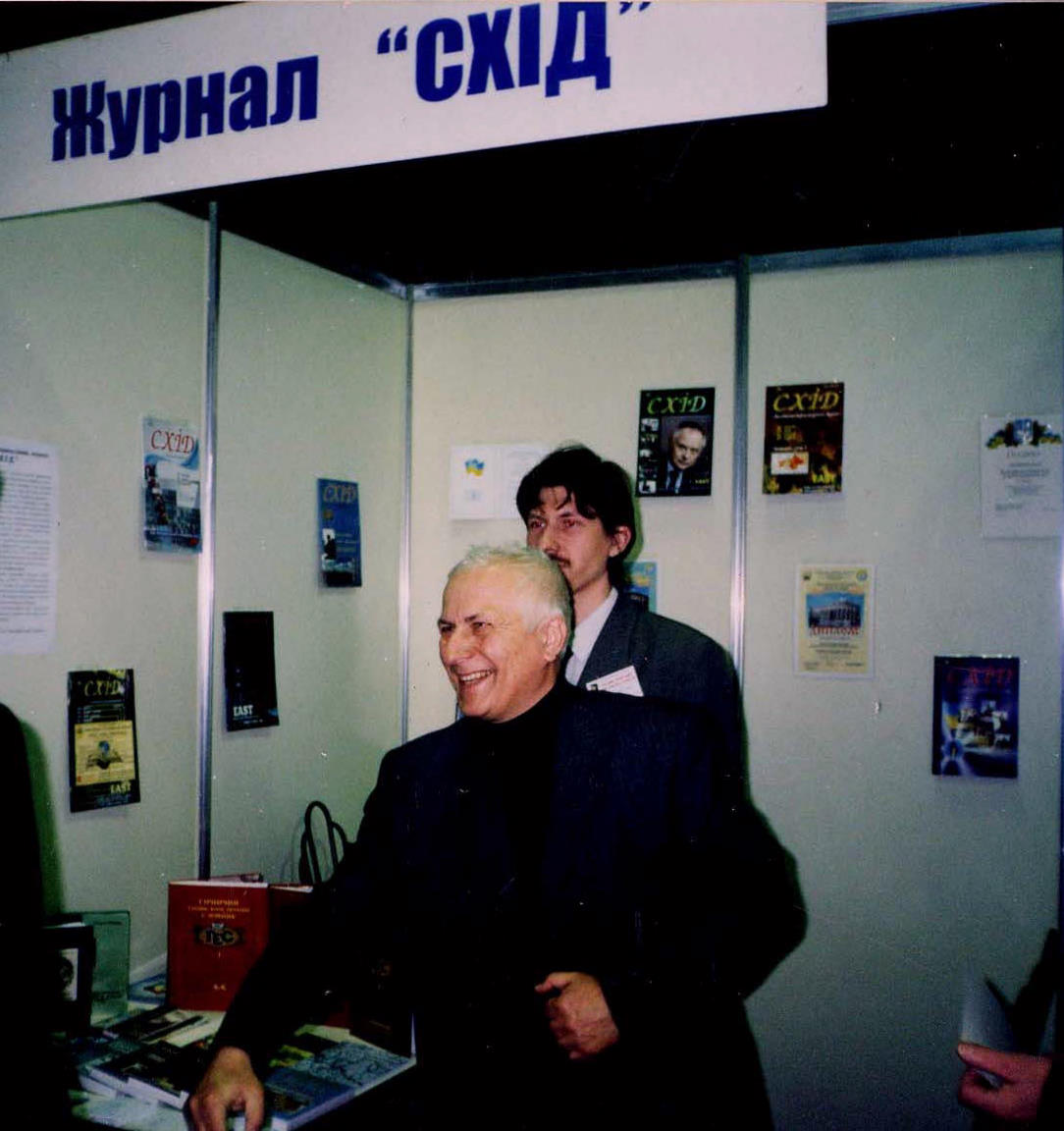
Презентація журналу «Схід» у виставковому центрі «Експодонбас»

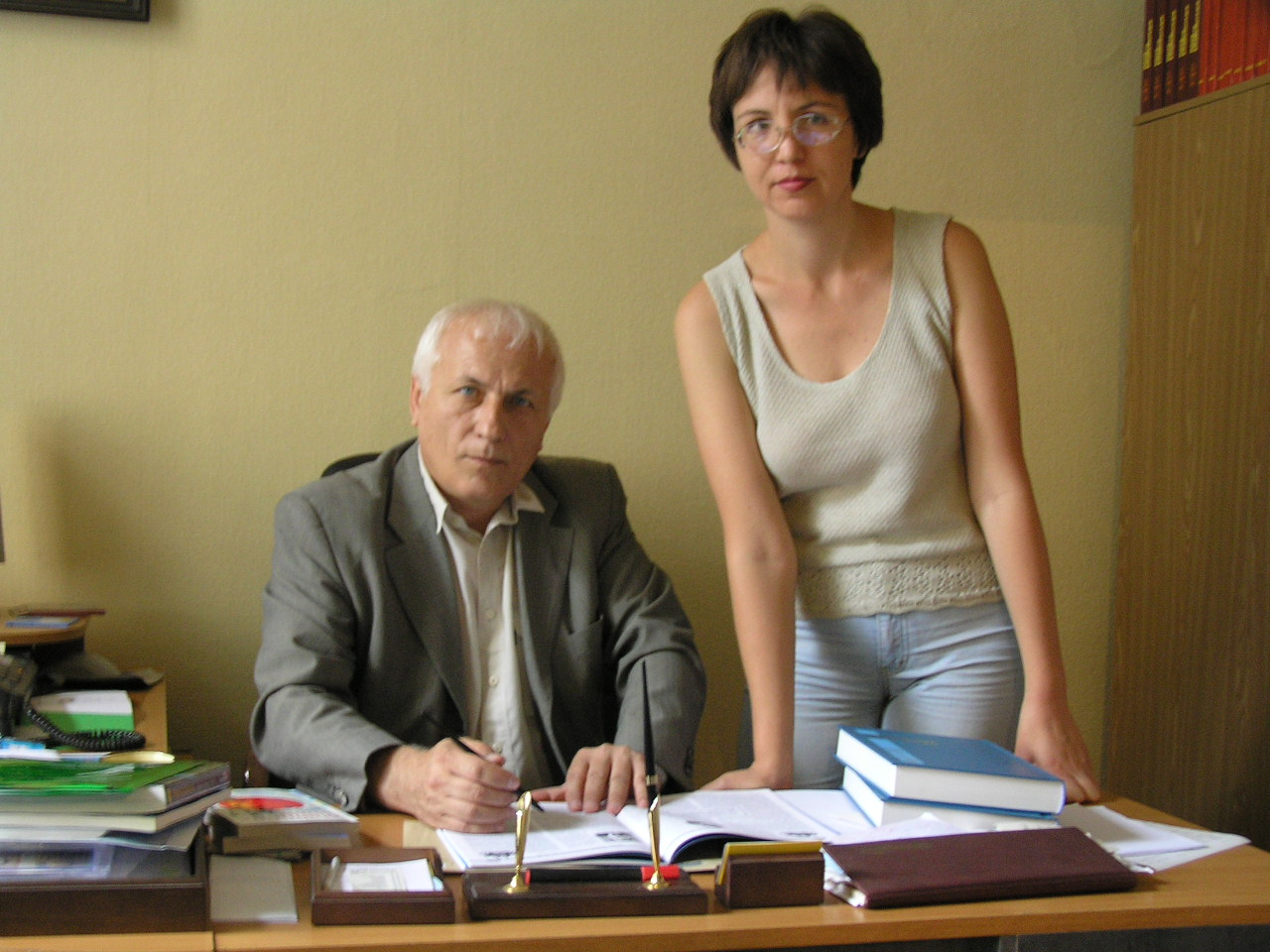
Шеф-редактор журналу «Схід» Володимир Білецький та редактор Галина Тимофеєва. Донецьк, 2010 р.

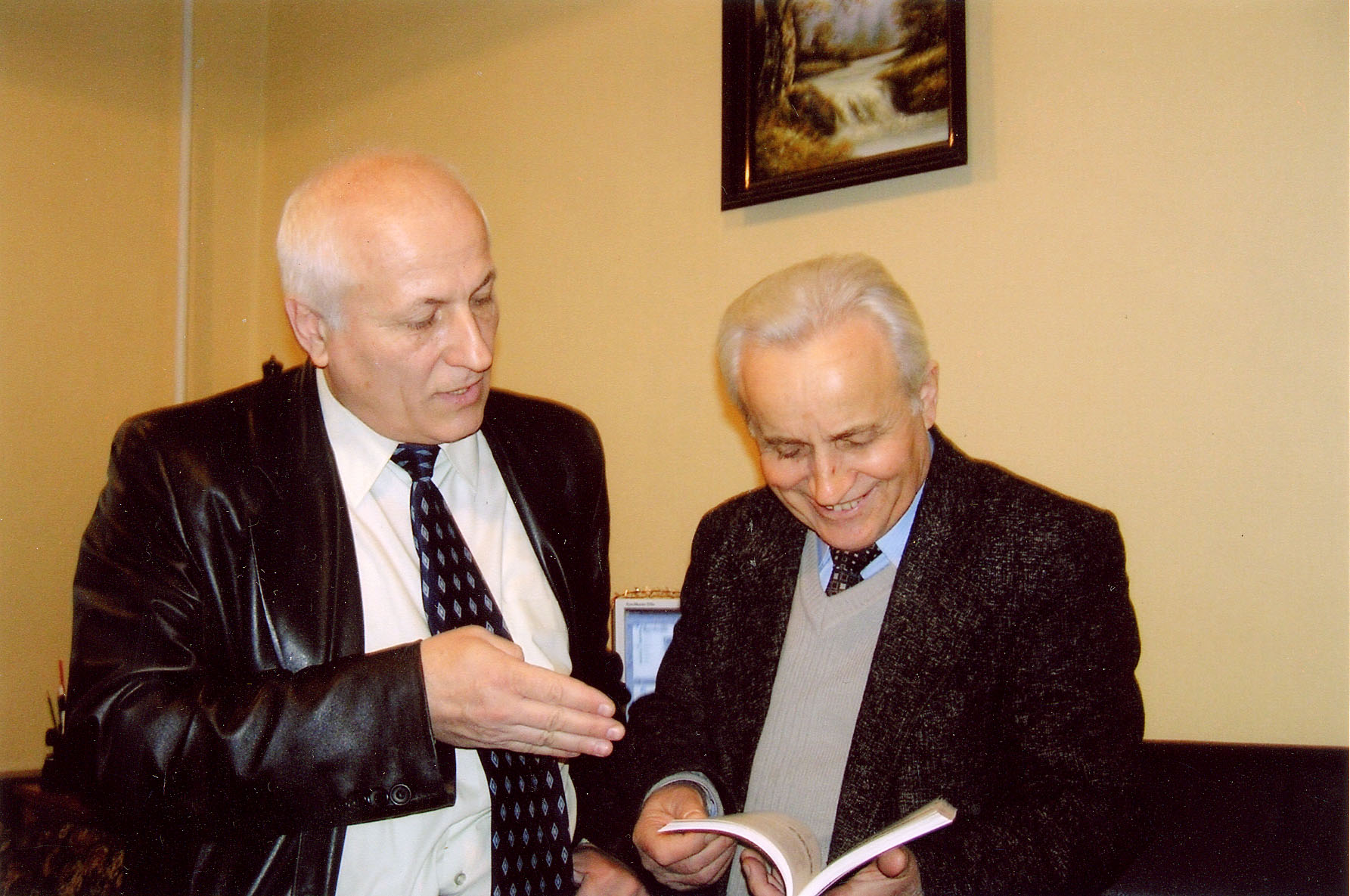
Шеф-редактор журналу «Схід» проф. В. С. Білецький та редактор відділу історії проф. В. О. Пірко.

«Схід» — український аналітично-інформаційний часопис, багатогалузеве наукове фахове видання з економіки, історії, філософії. ISSN 2411-3093.
З 1995 р. до 2014 року видавався у Донецьку (Україна). З кінця 2014 р. до весни 2022 року — у м. Маріуполь Донецької області (Україна). З 2023 р. виходитиме тільки у електронній версії.

## Характеристики часопису
Станом на 01.01.2022 р. випущено друком 173 числа журналу «Схід».
Заснування:
- Українським культурологічним центром (м. Донецьк) у 1995 р.
- У 2018 році журнал перереєстровано з таким складом засновників[1]:
  - Київський університет імені Бориса Грінченка (м. Київ);
  - Український культурологічний центр (м. Маріуполь)

Основні рубрики часопису «Схід» (1995—2018): «Економіка», «Філософія», «Історія», «Політика», «Екологія», «Соціологія», «Культура» та інш. з акцентацією на проблемах формування сучасного економічного, культурного, історичного, та політичного розвитку нашої держави, її ролі у загальносвітових процесах.
З 2018 р.  основні рубрики часопису «Схід» — «Філософія», «Історія».
Частота виходу журналу — 6 чисел на рік (що два місяці).
Автор концепції і шеф-редактор журналу «Схід» професор Володимир Білецький
Особливу увагу журнал приділяє проблемам розвитку великого і середнього бізнесу, окремих галузей економіки, а також розвиткові ринкових реформ, громадянського суспільства, політикуму в регіонах, проблемах «регіони-центр», питаннях старопромислових регіонів (зокрема найбільшого — Донбасу).
За роки діяльності (1995—2023) журналу вдалося залучити авторитетну автуру при одночасній можливості для молодих авторів друкувати результати наукових досліджень. За останні роки на сторінках журналу виступили відомі інтелектуали, політики, дипломати, бізнесмени: Іван Дзюба, Богдан Гаврилишин (Швейцарія), Стівен Карл Пайфер (США), Ярослав Яцків, Дмитро Павличко, Леонід Рудницький (Німеччина), Микола Рябчук, Євген Марчук, Микола Жулинський, Степан Злупко, Валентин Ландик, Володимир Рибак, Іван Драч, Михайло Горинь, Анатолій Гриценко, Олександр Чалий, вчені, аналітики — Микола Чумаченко, Олександр Амоша, Олександр Чередніченко, Олег Романів, Євген Жеребецький, Анатолій Карась, Юрій Макогон, Василь Пірко, Роман Лях, Ігор Пасько, Віктор Чумаченко (Росія), Володимир Білецький, Володимир Петровський, Микола Головко, Роман Кісь, Олександр Шевчук та інш. Географія наших авторів — всі області України, Польща, Росія, США, Бельгія, Швейцарія, Канада, Німеччина. Журнал в різні роки друкував діючих Президентів та Прем'єр-міністрів України, зокрема на шпальтах журналу вміщали свої статті Віктор Ющенко, Юрій Єхануров.

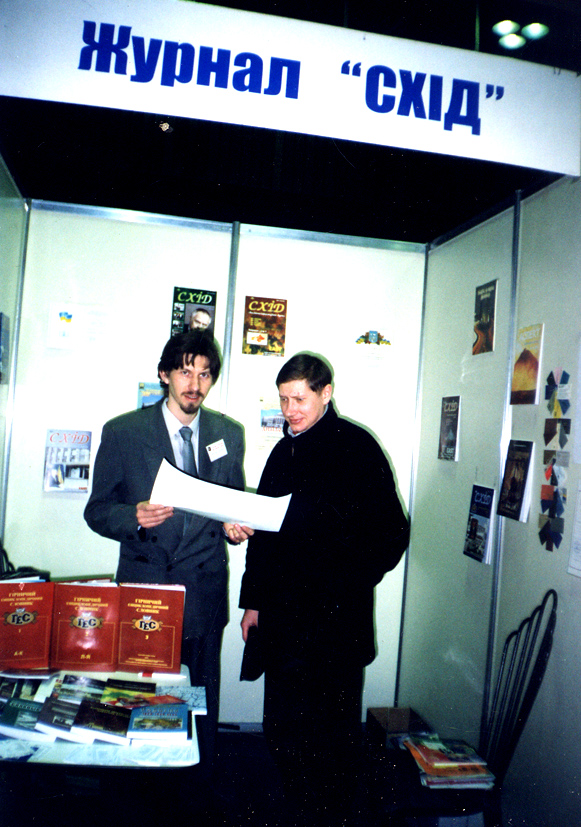
Презентація журналу "Схід" в "Експодонбас", 7 липня 2005
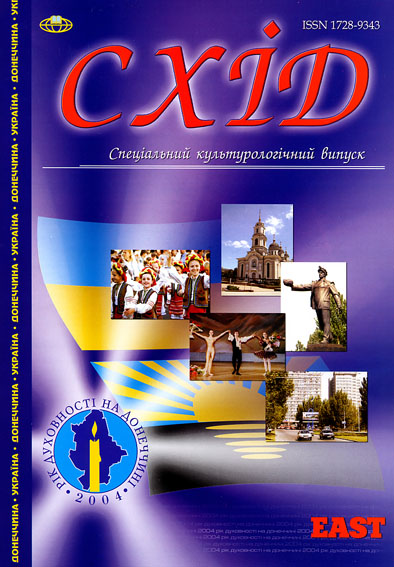
Спеціальний культурологічний випуск, 2004 рік
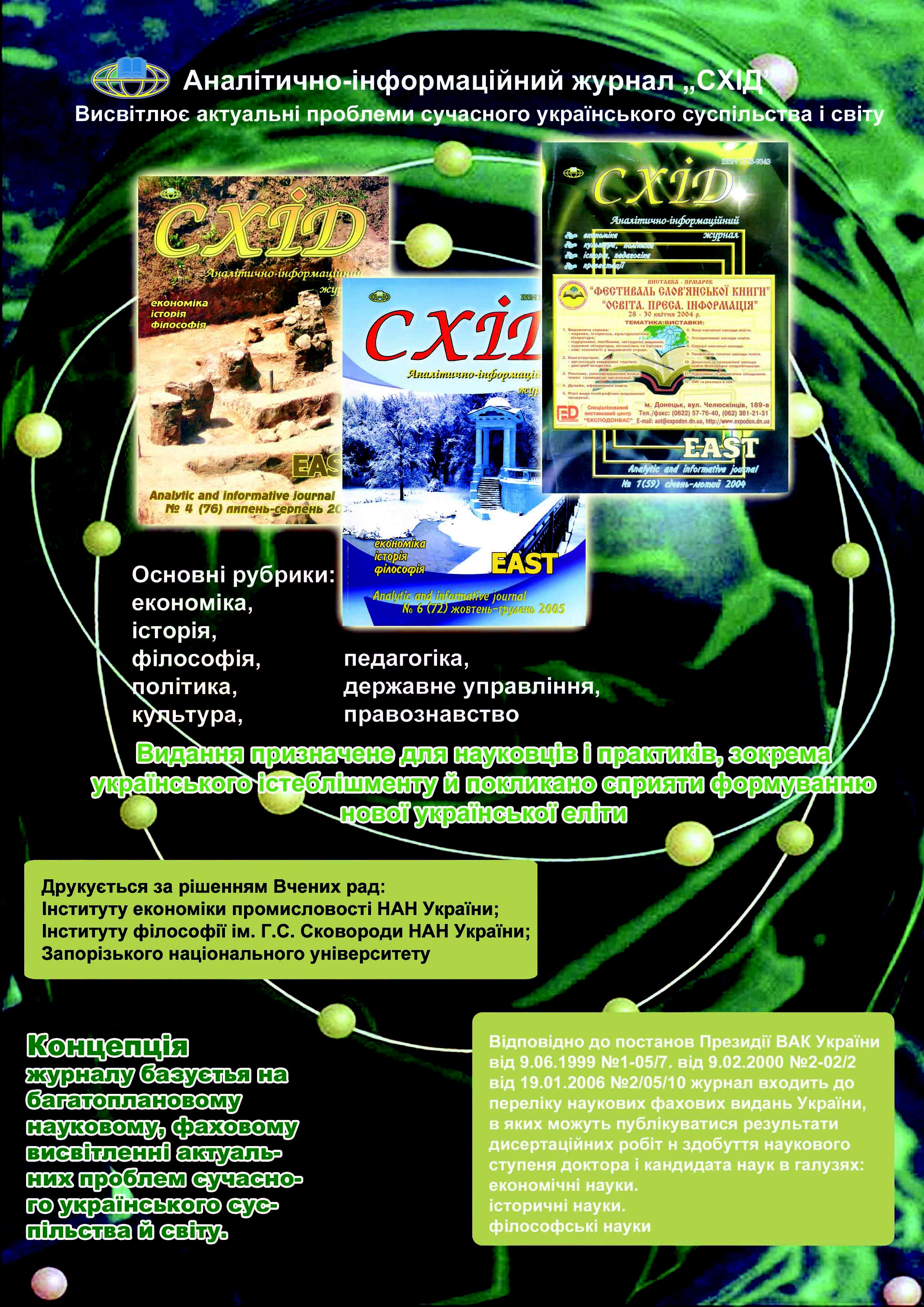
Інформаційна сторінка журналу "Схід", 2006 рік
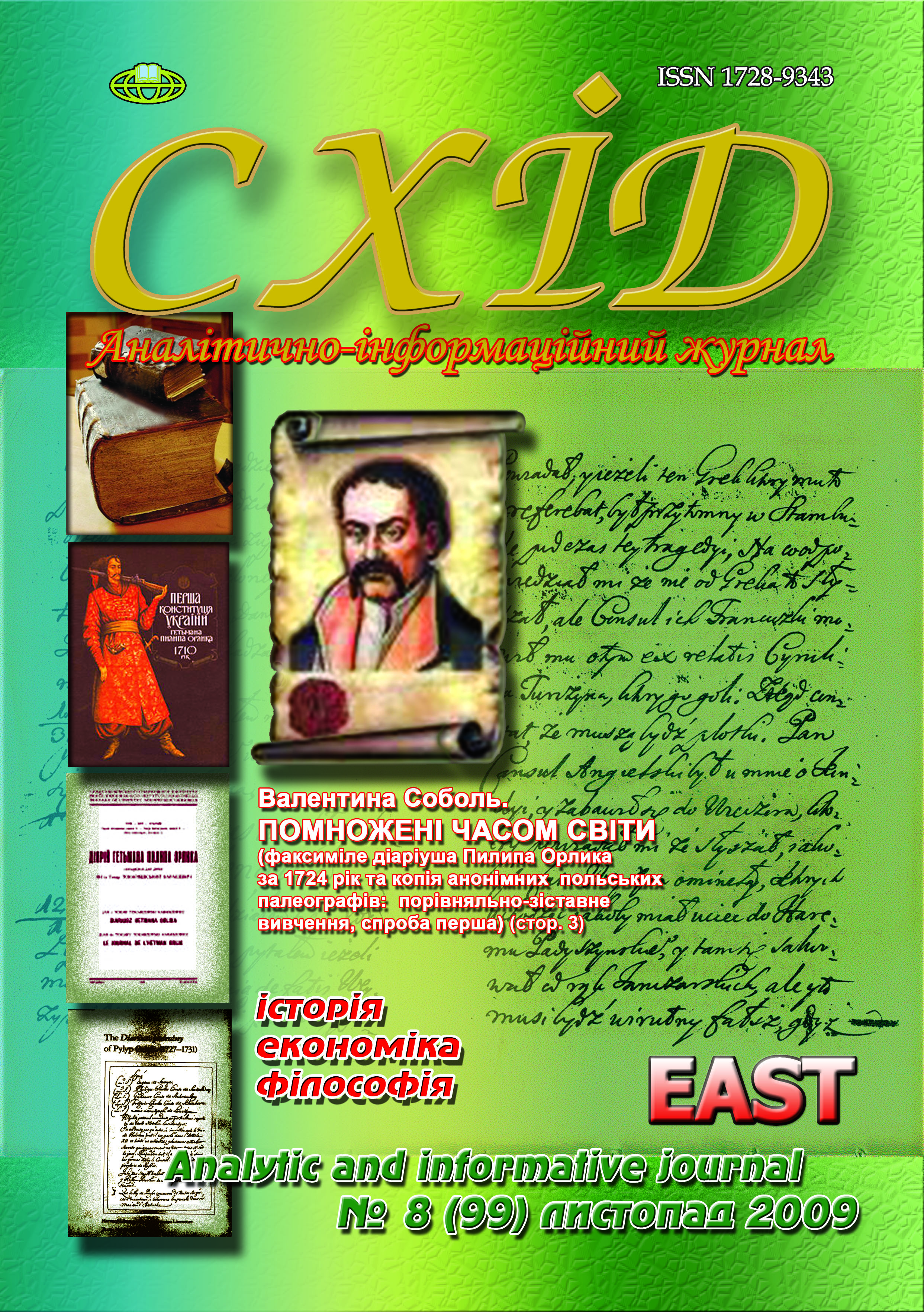
Журнал "Схід", 2009 рік
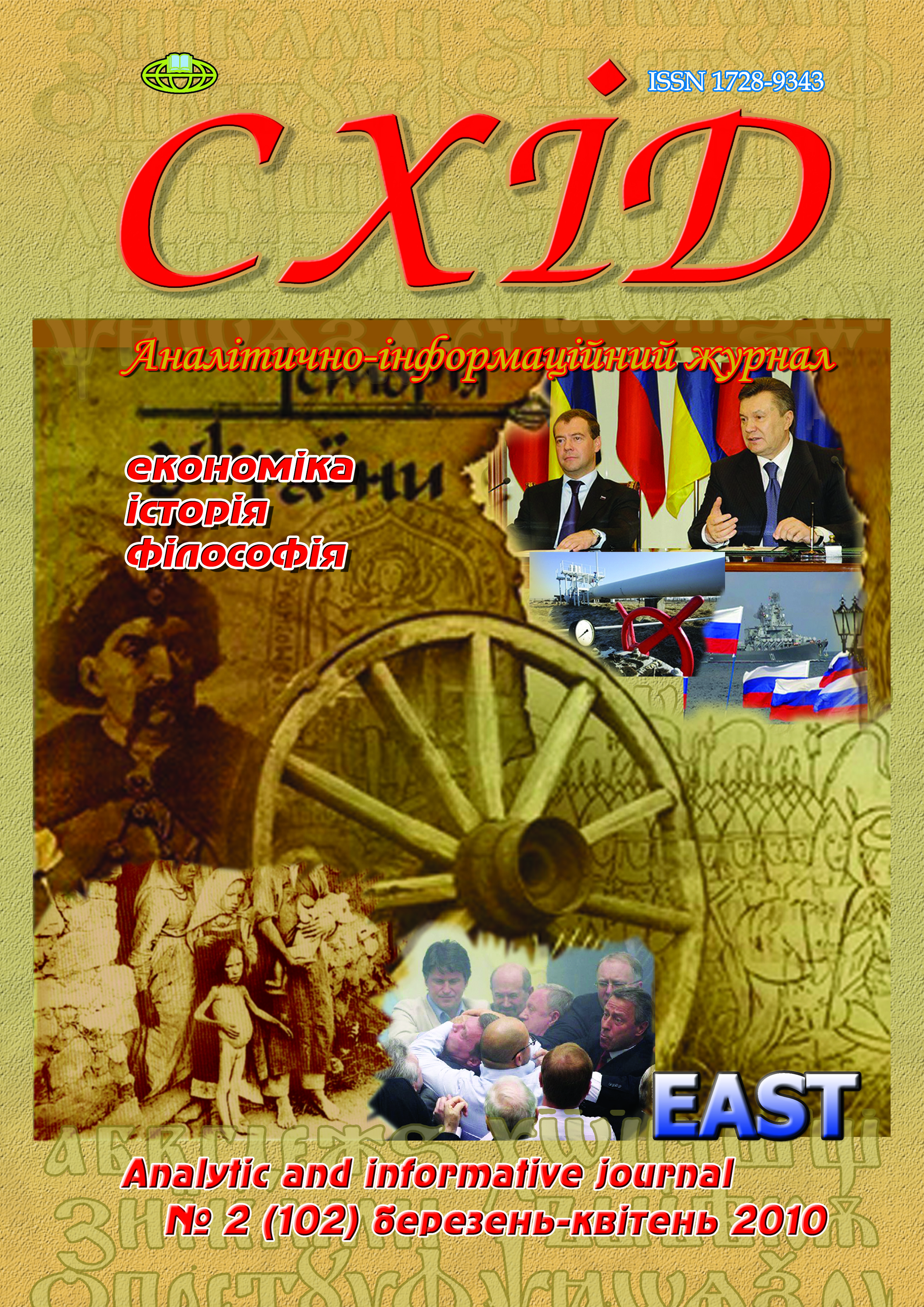
Журнал "Схід", 2010 рік
Журнал "Схід", 2016 рік
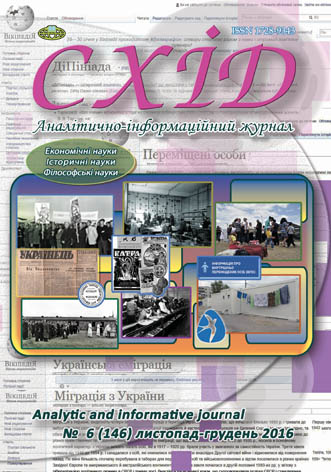
Журнал "Схід", 2016 рік
Журнал "Схід", 2018 рік

Налагоджена чітка мережа адресної розсилки журналу. Він надходить членам Академії економічних наук України, в найбільші бібліотеки країни, зокрема, обласні і провідних вузів, найбільші і спеціалізовані бібліотеки країн-партнерів України, зокрема США, Польщі, Росії. У 2006 році відкрита підписка на журнал у книгорозповсюджувальній фірмі «Ідея». Доступність читачів до матеріалів журналу забезпечена і через Інтернет — дайджест журналу розташований за адресою http://vesna.org.ua/txt/index.htm [Архівовано 11 листопада 2007 у Wayback Machine.]
З 2009 року журнал повністю друкується на порталі Національної бібліотеки України ім. В.Вернадського (http://www.nbuv.gov.ua/portal/Soc_Gum/Skhid/index.html [Архівовано 5 січня 2010 у Wayback Machine.]).

## Редакційна колегія
Редакційна колегія включає відомих науковців з України і закордону.
Редакційна колегія станом на перше півріччя 2018 року:
- ГОЛОВНІ РЕДАКТОРИ:

Володимир Стефанович Білецький, доктор технічних наук, професор, Національний технічний університет «Харківський політехнічний інститут», Україна
Александрова Олена Станіславівна, доктор філософських наук, професор, Київський університет імені Бориса Грінченка
- ВИПУСКОВИЙ РЕДАКТОР

Галина Вікторівна Тимофеєва, Редакція аналітично-інформаційного журналу «Схід», Україна
- РЕДАКЦІЙНА КОЛЕГІЯ З ФІЛОСОФСЬКИХ НАУК

РЕДАКТОР ВІДДІЛУ ФІЛОСОФІЇ
- Роман Додонов, Київський університет імені Бориса Грінченка, Україна

РЕДАКЦІЙНА КОЛЕГІЯ З ФІЛОСОФСЬКИХ НАУК
- Огнев'юк Віктор Олександрович, доктор філософських наук, професор, Київський університет імені Бориса Грінченка, Національна Академія педагогічних наук України, Україна
- Олександр Горбань[5], Київський університет імені Бориса Грінченка, Україна,
- Олена Александрова, Київський університет імені Бориса Грінченка, Україна
- Олександр Білокобильський, Донецький національний університет імені Василя Стуса, Україна

- Юрій Чорноморець, Національний педагогічний університет імені М. П. Драгоманова, Україна

- Руслана Мартич, Київський університет імені Бориса Грінченка, Україна

- Олександр Дзебан, Національний юридичний університет імені Ярослава Мудрого, м. Харків, Україна

- Віктор Зінченко, Інститут вищої освіти Національної академії педагогічних наук України, м. Київ, Україна

- Albinas Pléšnys, Вільнюський університет, Литва

- Keyan G. Tomaselli, Університет КваЗулу-Натал, Дурбан, ПАР
- Abdeljalil Akkari, Женевський університет, м. Женева, Швейцарія
- Christopher R. Stones, Університет Йоганнесбурга, ПАР

- РЕДАКЦІЙНА КОЛЕГІЯ З ІСТОРИЧНИХ НАУК

РЕДАКТОР ВІДДІЛУ ІСТОРІЇ
Ігор Срібняк (Ihor Sribniak), Київський університет імені Бориса Грінченка, Україна, Україна
РЕДАКЦІЙНА КОЛЕГІЯ З ІСТОРИЧНИХ НАУК
- Михайло Відейко, Київський університет імені Бориса Грінченка, Україна
- Геннадій Надтока, Київський університет імені Бориса Грінченка, Україна, Україна
- Оксана Салата, Київський університет імені Бориса Грінченка, Україна
- Ольга Тарасенко, Київський університет імені Бориса Грінченка, Україна
- Дмитро Титаренко, Донецький юридичний інститут, м. Кривий Ріг, Україна
- Tanja Penter, Гейдельберзький університет, Німеччина
- Оксана Міхеєва, Український Католицький Університет, м. Львів, Україна
- Володимир Романцов, Маріупольський державний університет, Україна
- Marwa Elshakry, Колумбійський університет, м. Нью-Йорк (шт. Нью-Йорк), США
- Dipesh Chakrabarty, Університет Чикаго, м. Чикаго (штат Іллінойс), США

З часу заснування журналу — 1995 р. очолює редакційну колегію шеф-редактор журналу «Схід», дійсний член НТШ, академік Академії економічних наук України, доктор технічних наук, професор Володимир Білецький (м. Донецьк). Випусковий редактор журналу: 1995—2003 рр. — Світлана Єременко, від 2004 — дотепер — Галина Сімченко (Тимофєєва) (м. Донецьк).
Доробок журналу значний − понад 100 чисел за 15 років (за період 1995—2012 рр. — 120 чисел), надруковано понад 2000 статей, рецензій, матеріалів «круглих столів» тощо понад 1200 авторів. Обсяг одного числа — понад 10 друкованих аркушів. Мова видання — українська, англійська.
Спеціальні випуски журналу:
- «Освіта і наука Донбасу» (1999 р.),
- «Донбас і українська діаспора» (2001 р. — з нагоди ІІІ Всесвітнього форуму українців),
- «85 років Таврійському університету ім. В.Вернадського» (2003 р.),
- спеціальний культурологічний випуск, присвячений Року духовності на Донеччині (2004 р.),
- «20 років Народному Руху України» (2009).
- «Місто, регіон, держава: економіко-правові проблеми господарювання» (2011).

## Часопис «Схід» в інформаційних та наукометричних базах
Часопис «Схід» входить до:
1. міжнародної Бази даних Ulrich's Periodicals Directory американського видавництва Bowker; Ulrich's Periodicals Directory — передплатний каталог американського видавництва Bowker, є найбільшою БД, яка описує світовий потік періодичних видань по всіх тематичних напрямках;
2. міжнародної Бази даних BASE[6]; Bielefeld Academic Search Engine (BASE) — пошукова служба (Німеччина), яка є одним з потужних постачальників актуальних даних про наукові публікації європейських вчених;
3. репозитарію та ресурсного центру Philosophy Documentation Center, який забезпечує доступ до наукових матеріалів з прикладної етики, філософії, релігієзнавства та суміжних дисциплін;
4. EBSCO — агрегатора повнотекстових видань, який охоплює 375 повнотекстових баз даних і понад 350000 електронних книг;
5. РІНЦ (Росія) — міжнародної бібліографічної бази даних наукових публікацій вчених (для отримання даних про публікації та цитованості статей на основі бази даних РІНЦ використовується аналітичний інструментарій ScienceIndex);
6. Index Copernicus International S.A. (Польща) — наукової бази даних ; Сторінка журналу «Схід» на Index Copernicus
7. WorldCat — найбільшої у світі бібліографічної бази даних, яка налічує понад 240 млн записів всіх видів творів на 470 мовах світу. База створюється спільними зусиллями більш ніж 72 тис. бібліотек зі 170 країн світу в рамках організації Online Computer Library Center.
8. European Reference Index for the Humanities and the Social Sciences (ERIH PLUS)

А також у базах даних ряду закордонних бібліотек:
- HARVARD UNIVERSITY Кембридж, США
- YALE UNIVERSITY, Нью-Хейвен, США
- LIBRARY OF CONGRESS, Вашингтон, США
- DUKE UNIVERSITY LIBRARIES, Дарем, США
- UNIVERSITY OF ILLINOIS AT URBANA CHAMPAIGN, Ербана, США
- UNIVERSITY OF ALBERTA, Едмонтон, Канада
- STANFORD UNIVERSITY LIBRARIES, Стенфорд, США
- THE BRITISH LIBRARY, ST. PANCRAS, Лондон, Велика Британія
- UNIVERSITY OF NEW BRUNSWICK, Нью-Брансвік, Канада
- GERMAN INSTITUTE OF GLOBAL AND AREA STUDIES, Гамбурґ, Німеччина
- UNIVERSITY OF SOUTHERN DENMARK, О́денсе, Данія

INDEX COPERNICUS VALUE (ICV) [Архівовано 2 червня 2017 у Wayback Machine.] За 2019—1002018—100 за 2017 р. — 82.62 2016 р. — 70.8, 2015 р. — 64,77 За 2014 р. — 64.29, Standardized Value: за 2014 р. — 6.50; за 2013 р. — 4.47; за 2012 р. — 4.06.
Журнал внесений ВАК України до:
- Переліку наукових фахових видань з філософських наук (Наказ Міністерства освіти і науки України № 528 від 12.05.2015 р., додаток 10)
- Переліку фахових видань з економічних наук (Наказ Міністерства освіти і науки України № 747 від 13.07.2015 р., додаток 17)
- Переліку фахових видань з історичних наук (Наказ Міністерства освіти і науки України № 1021 від 07.10.2015 р., додаток 11)[13].
  - Включений у список «Б» фахових видань з історичних і філософських наук (Додаток 10 до наказу Міністерства освіти і науки України 18.12.2018 № 1412)[14]

## Відзнаки
Журнал відзначено нагородами:
- «Державного комітету телебачення і радіомовлення України» (2002, 2005 рр.),
- грамотами «Фестивалю слов'янської книги» (2004),
- Міжнародного форуму «Золотий Скіф-2000»,
- Дипломом і почесною відзнакою (медаллю) "Лауреат загальнонаціонального конкурсу «Українська мова — мова єднання» (2007 р.)
- Журнал є переможцем і лауреатом ряду конкурсів «Преса Донбасу» (1998, 1999, 2000, 2005 рр.).

Журнал «Схід» — партнер Всеукраїнської експертної мережі www.experts.in.ua з часу її створення (2006).
У 2005 р. на VI Міжнародному Конгресі МАУ академік І.Дзюба у своїй програмній доповіді підкреслив, що журнал «Схід» має загальнонаціональне значення.

## Інтернет-ресурси
- Дайджест аналітично-інформаційного журналу «Схід» 2001—2008 рр. [Архівовано 16 листопада 2018 у Wayback Machine.]
- Аналітично-інформаційний журнал «Схід» за 2009—2015 рр. на сайті Національної бібліотеки ім В.Вернадського [Архівовано 19 квітня 2017 у Wayback Machine.]
- Вибрані наукові матеріали Донецького вісника Наукового Товариства ім. Шевченка та інформаційно-аналітичного журналу «Схід» [Архівовано 26 липня 2016 у Wayback Machine.]
- Журнал «Схід» на Фейсбук
- На сторінці linkedin